# Cmentarz parafii św. Bartłomieja w Koninie
Cmentarz parafii św. Bartłomieja w Koninie – cmentarz rzymskokatolicki w Koninie, położony na wzniesieniu doliny Warty, przy ulicy Kolskiej.

## Historia
Do początku XIX wieku cmentarz parafialny znajdował się obok kościoła św. Bartłomieja, gdy przeniesiono go na ulicę Kolską. Dokumenty z 1819 podają, że miał wymiary 83x76 m. Od 1811 roku w zależności od zamożności zmarłego pobierano od rodziny opłatę za pochówek na cmentarzu tworząc tzw. „fundusz pokładny”. Miał on pokrywać koszty utrzymania cmentarza i ogrodzenia, ale pieniądze przeznaczano na utrzymanie kościoła.
Obok dawnego cmentarza kościoła św. Bartłomieja znajduje się stary cmentarz ewangelicki, który powstał w 1846 roku na działce przylegającej do cmentarza katolickiego po zakupie przez parafię ewangelicko-augsburską placu od nabywcy dawnych dóbr rządowych. Wejście na cmentarze poprzedzają dwie bramy w stylu neogotyckim z końca XIX wieku.

## Groby
Na cmentarzu znajduje się dużo grobów rodzinnych od XIX wieku aż po lata 50. XX wieku. W jednym z nich pochowano Zofię Urbanowską.
W kwaterze wojennej pochowano 81 żołnierzy Batalionu Zapasowego 18 pułku piechoty, którzy zginęli podczas walk w latach 1919–1921. W kwaterze znalazły się również groby z okresu II wojny światowej ustawiono obelisk z orłem.
W innym miejscu cmentarza znajdują się groby osób poległych we wrześniu 1939 oraz żydowskich ofiar egzekucji z 10 listopada 1939 roku na dawnym cmentarzu żydowskim i ofiar obozu pracy w Czarkowie. Na grobie legendarnego kapelana powstania styczniowego, księdza Maksymiliana Tarejwy, wzniesiono w 1984 roku tablicę ku jego czci.

## Komitet Wsparcia Renowacji Konińskich Nekropolii TPK
W 2010 roku w ramach Towarzystwa Przyjaciół Kalisza powstał Komitet Wsparcia Renowacji Konińskich Nekropolii TPK, który tego samego roku zorganizował na cmentarzu kwestę na rzecz renowacji zabytkowych nagrobków znajdujących się na cmentarzu nazywanym „Powązkami Konina”.
| Rok  | Nagrobki |
| ---- | --- |
| 2011 | Jana Kiegla (najstarszy nagrobek cmentarza z 1835 roku), Walentego Modrzejewskiego (zm. 1873) i Teodora Bacciarellego (wnuk malarza Marcella Baciarellego), Stefanii Łucji Esse (cmentarz ewangelicki) |
| 2012 | grób dr. Romana Ostrzyckiego (1851–1921), lekarza, założyciela i pierwszego prezesa konińskiego oddziału Polskiego Towarzystwa Krajoznawczego, prezesa Ochotniczej Straży Pożarnej w Koninie, kierownika miejskiego szpitala Św. Ducha w Koninie, na cmentarzu ewangelicko-augsburskim wykonawca remontu odnowił dodatkowo 2 groby: Anny Klose (zm. 1873) i A.A. Kaweckich |
| 2013 | grób Reymondów, grób hr. Wincentego Wodzińskiego (1851–1937), grób Józefa Zielińskiego |
| 2014 | grób Waleriana Gorochowa (zm. 1909), rosyjskiego naczelnika poczty, sąsiadujący z nim bezimienny grób prawosławny, grób Alfonsa Friemanna (ojca kompozytora Witolda Friemanna), grób Fryderyki Schmidt, grób Józefa Franciszka Zielińskiego (zm. 1866), rachmistrza powiatu konińskiego                                                                                    |
| 2015 | grób ks. Karola Henkela (na cmentarzu ewangelicko-augsburskim), grób Miecia Ściuborowskiego (1908–1911), grób rodziny Kosztulskich |
| 2016 | XIX-wieczne groby Teodora i Bolesława Bacciarellich, grobowiec rodziny Sztarków na cmentarzu ewangelickim, stelę nagrobną ks. Józefa Magotta |